# الإجلاء من أفغانستان
منذ سيطرة حركة طالبان على العاصمة الأفغانية كابل في 15 أغسطس 2021، أطلق عدد من عمليات الإجلاء عن أفغانستان للرعايا الأجانب والمواطنين الأفغان الذين عملوا مع القوات الأمريكية وسط انسحاب الأخيرة وقوات حلف الناتو من الحرب في أفغانستان التي خُتِمت بهجوم حركة طالبان الذي انتهى بالسيطرة على البلاد قبل انتهاء موعد انسحاب القوات الأجنبية، وذلك إثر انهيار الحكومة الأفغانية وقواتها ومغادرة الرئيس أشرف غني البلد. شملت جهود الإجلاء واسعة الانتشار المواطنين الأجانب وبعض المواطنين الأفغان العاملين مع قوات الناتو. أصبحت عمليات الإجلاء منذ تسليم كابل في 15 أغسطس وانهيار جمهورية أفغانستان الإسلامية وعودة إمارة أفغانستان الإسلامية، محصورة عبر مطار حامد كرزاي الدولي، وهو المنفذ الدولي الوحيد للخروج من أفغانستان الذي بقي خارج سيطرة حركة طالبان التي نشرت قواتها في محيطه، بينما يتواجد فيه آلاف من قوات حلف الناتو والقوات الخاصة الأفغانية داخل المطار لحمايته حتى انتهاء الإجلاء.

## خلفية
في أعقاب عملية السلام الأفغانية، وقعت إدارة ترامب وحركة طالبان اتفاق الدوحة في فبراير من عام 2020. بناء ً على الاتفاق، وافقت الولايات المتحدة على سحب جميع قواتها من أفغانستان بحلول الأول من مايو 2021. لم تفِ حركة طالبان بمعظم تعهداتها الواردة في الاتفاق. رغم ذلك، قررت إدارة بايدن استكمال الانسحاب المزمع، إلا أنها أجلت موعد الانتهاء من سحب القوات إلى 11 سبتمبر 2021 وبعدها إلى 31 أغسطس 2021.
بدأت حركة طالبان والجماعات المسلحة المتحالفة معها هجومًا واسع النطاق في 1 مايو 2021. تزامنًا مع انسحاب معظم القوات الأمريكية من أفغانستان. في الأشهر التالية، سيطرت حركة طالبان على أفغانستان من خلال مفاوضات على استسلام وحدات الجيش الوطني الأفغاني جرت بالجملة وأيضًا عبر هجماتها العسكرية، واستولت على عواصم المقاطعات، ووسعت نطاق سيطرتها من 77 مقاطعة في 13 أبريل إلى 104 مقاطعات في 16 يونيو إلى 223 مقاطعة في 3 أغسطس. في يوليو عام 2021، أشارت تقديرات مجتمع الاستخبارات الأمريكي إلى أن حكومة أفغانستان يمكن أن تنهار في فترة بين 6 إلى 12 شهرًا بعد رحيل القوات الأمريكية. خفضت وكالات الاستخبارات لاحقًا تقديراتها إلى شهر واحد.
إلا أن الحكومة انهارت في غضون أيام، وبسرعة أكبر بكثير مما توقعه الكثيرون. ترك الجيش الوطني الأفغاني الذي أنهكه الفساد المستشري ضعيفًا واهنًا تعم الفوضى صفوفه، إذ لم يتبقى سوى وحدتين فقط تقاتلان في صفوفه حتى منتصف أغسطس: الفيلق 201 والفرقة 111، وكلاهما يتمركزان في كابول. زادت التوقعات الاستخباراتية سوءًا بسرعة. بحلول 14 أغسطس، كانت حركة طالبان قد طوقت كابول. في 15 أغسطس، سقطت كابول وأعلنت حركة طالبان نصرها في حرب أفغانستان.
مع إمساك طالبان زمام السلطة، ظهرت الحاجة الملحة لإجلاء الأفراد المعرضين لخطر الطالبان، بمن فيهم المترجمون والمساعدون الذين عملوا مع عملية الحرية الدائمة؛ قوات المساعدة الدولية لإرساء الأمن في أفغانستان، وعملية حراس الحرية، ومهمة الدعم الحازم؛ والهزارة، والأقليات المستضعفة من النساء لنظرًا للمعاملة التي يتلقينها من طالبان.

## الجدول الزمني

### بين 12 و14 أغسطس
بعد استيلاء حركة طالبان على جميع المعابر الحدودية، كان مطار كابول هو الطريق الوحيد الآمن للخروج من أفغانستان. بعد سقوط هرات في 13 أغسطس، نشرت الولايات المتحدة 3000 جندي إضافي، كما نشرت المملكة المتحدة 600 جندي في مطار كابول لتأمين النقل الجوي إلى خارج البلاد لرعاياها وطاقم سفارتها والمواطنين الأفغان الذين عملوا مع قوات التحالف. قال مسؤولون أمريكيون أنه من المتوقع مغادرة جميع قواتهم أفغانستان بحلول 31 أغسطس. في 13 أغسطس، أرسلت مذكرة إلى جميع موظفي السفارة الأمريكية من أجل «تقليل أمتعتهم التي تحمل شعارات للسفارة أو الوكالات أو الأعلام الأمريكية أو المواد التي يمكن إساءة استخدامها لتناقل الإشاعات». وأفيد بأن الدبلوماسيين عملوا بسرعة على تدمير الوثائق السرية وغيرها من المواد الحساسة. من بين الوثائق التي دمرت جوازات سفر لمدنيين أفغان كانوا قد تقدموا بطلبات للحصول على تأشيرات دخول (فيزا).

### بين 15 و16 أغسطس
بينما كانت حركة طالبان تحاصر كابول وبدأت في دخولها، بدأت طائرات هليكوبتر من طراز بوينغ سي إتش-47 شينوك، وسيكورسكي يو إتش-60 بلاك هوك، وطائرات سي إتش-46 سي نايت بالهبوط في السفارة الأمريكية لإجراء عمليات الإخلاء. غادر موكب من المركبات الرياضية المصفحة أراضي السفارة، وشوهدت طائرة هليكوبتر تنشر شعلًا ضوئية في المنطقة للدفاع ضد عمليات إطلاق نار محتملة. بقي 5000 جندي أمريكي وبعض قوات الناتو في المدينة برفقة موظفي السفارة. أذنت الحكومة الأمريكية لاحقًا بنشر 1000 جندي إضافي من الفرقة 82 المحمولة جوًا في المطار، ما زاد من وجود القوات في كابول ليصل إلى 6000 وذلك لتسهيل عمليات الإجلاء.
دبّ الذعر بين السكان المدنيين عندما بدأت حركة طالبان بالاستيلاء على العاصمة، حيث هرع كثير من المواطنين إلى منازلهم أو إلى المطار الذي ظل تحت سيطرة الناتو بعد حل الحكومة الأفغانية. حصلت حالة من الفوضى مع تدفق الآلاف من المدنيين الأفغان الفارين إلى مطار كابول، حيث تجمهر المئات في ساحة وقوف الطائرات في محاولة منهم اللحاق بالطائرات الخارجة من المدينة؛ إذ تسلق البعض الجدران الحدودية لدخول المطار. حلقت طائرات هليكوبتر على ارتفاع منخفض في السماء لتسيطر على الحشود وأطلقت قنابل دخانية وطلقات تحذيرية في الهواء من حين إلى آخر لتفريق الناس الذين يحاولون الصعود بالقوة على متن الطائرات. ظهرت لقطات فيديو تظهر مئات الأشخاص محاولين اللحاق بطائرة من طراز بوينغ سي-17 غلوب ماستر 3 تابعة للقوات الجوية الأمريكية تسير باتجاه المدرج؛ أمكن رؤية بعض الأشخاص وهم يتشبثون بالطائرة أسفل الجناح. كان آخرون يركضون على جانبي الطائرة «يلوحون ويصرخون». قيل أن شخصين على الأقل، ممن حاولوا السفر خلسة، تعرضا «سقطا مباشرة من عربة عجلات الطائرة مباشرة بعد الإقلاع». تم التعرف على هوية أحد الضحايا وهو زكي أنوري الذي لعب في صفوف منتخب أفغانستان الوطني لكرة القدم للشباب. عثر أيضًا على ثلاث جثث إضافة إلى جثة امرأة على الأرض بالقرب من مبنى محطة الركاب المسافرين، لكن سبب وفاتهم لم يكن واضحًا، رغم أن بعض المراقبين تكهنوا أنهم قد لقوا حتفهم بسبب التدافع. تم التأكد في النهاية أنهم توفوا خلال عملية الإجلاء من المطار، بمن فيهم رجلان مسلحان أصيبا بالرصاص بعد إطلاقهم الناس على جنود أمريكيين، حسبما قالت وزارة الدفاع. ولم يصب الجنود بأذى ولم يتم التعرف على هويات الرجال.
في حوالي الساعة 8:30 مساءًا حسب التوقيت المحلي، أفادت تقارير بتعرض السفارة الأمريكية لإطلاق نار. أصدرت السفارة إعلانًا يوعز إلى المواطنين الأمريكيين في المنطقة الاحتماء في مواقعهم. أعلن وزير الخارجية، أنتوني بلينكن، أن موقع السفارة سينتقل إلى المطار، وذلك نظرًا لتولي وزارة الدفاع السيطرة على الأمن ومراقبة الحركة الجوية هناك. أعلنت دول أخرى خططها لإخلاء سفاراتها، بما فيها إسبانيا وألمانيا والمملكة المتحدة وهولندا والدانمارك. أعلنت الحكومة الألمانية أنها سترسل طائرة شحن عسكرية من طراز إيرباص إيه 400إم مع فرقة من المظليين لإخلاء سفارات بلدانهم، مضيفة أنها لن تسعى للحصول على الموافقة البرلمانية المطلوبة للعملية إلا بعد اكتمال المهمة. ذكر أن الحكومة الإيطالية نقلت موظفي سفارتها وعائلات 30 موظفًا أفغانيًا إلى مطار كابول تحت حراسة قوات الدرك الوطني الإيطالية (كارابينييري) استعدادًا للإخلاء. أفيد بامتلاك الهند طائرات نقل من طراز بوينغ سي-17 مجهزة لنقل الدبلوماسيين الهنود، لكنها توقعت أن يستغرق الأمر وقتًا أطول بالنسبة لطالبان للسيطرة على كابول. اصطحبت حركة طالبان مجموعة من الدبلوماسيين الهنود إلى المطار، حيث تفاوضت مع مرافقيهم بعد أن أعاقت الحركة مرورهم من السفارة الهندية عدة مرات. قالت ألبانيا أنها وافقت على طلب أمريكي بعملها كمركز عبور للأشخاص الذين تم إجلاؤهم.
فر ما لا يقل عن 22 طائرة تابعة للقوات الجوية الأفغانية و24 مروحية تحمل 585 فردًا من الجيش الأفغاني وأقاربهم إلى أوزبكستان. تحطمت مروحية أفغانية من طراز سوبر إمبراير إي إم بي 314 سوبر توكانو بعد عبورها الحدود، وأصدرت السلطات الأوزبكية تقارير متضاربة حول القضية. هبطت أيضًا طائرتان عسكريتان أفغانيتان تحملان أكثر من 100 جندي في مدينة بوختار بطاجيكستان.
أكدت وزارة الدفاع بتاريخ 16 أغسطس أن الجنرال كينيث مكينزي جونيور، القائد الرابع عشر للقيادة المركزية للولايات المتحدة، التقى بقادة طالبان في قطر من أجل ضمان التوصل إلى اتفاق. وردت تقارير أن طالبان وافقت على السماح لطائرات الإخلاء الأمريكية في مطار كابول على المضي قدمًا بدون أي عوائق. استؤنفت بتاريخ 17 أغسطس عمليات الإجلاء الدولية للأشخاص الذين تم إجلاؤهم بعد توقفها مؤقتًا لإخراج المدنيين من المدرجات، في الوقت الذي أكدت فيه وزارة الدفاع أن المطار كان مفتوحًا للرحلات العسكرية ولرحلات تجارية محدودة. أضاف مسؤولون في البنتاغون أنه كان من المتوقع تسريع محاولات الإجلاء وكان المقرر أن تستمر حتى 31 أغسطس.
قالت قناة الجزيرة، التي تنقل تتبع منشورات بيانات الرحلات الجوية على تويتر، أنه بين 15 و16 أغسطس، حلقت ما لا يقل عن 170 رحلة جوية عسكرية من بلدان تشمل الولايات المتحدة (128)؛ والمملكة المتحدة (12)؛ وفرنسا (6)؛ وكندا (5)؛ وألمانيا (4)؛ وإيطاليا (3)؛ وأستراليا (3)؛ والهند (2)؛ والنمسا (1)؛ وبلجيكا (1)؛ والدنمارك (1)؛ وهولندا (1)؛ والسويد (1)؛ وإسبانيا (1)؛ وتركيا (1).
انتشرت بشكل واسع على وسائل التواصل الاجتماعي صورة تتضمن 800 لاجئ مكتظين في داخل طائرة من طراز سي-17 أمريكية تقلع من كابول. ذكرت صحيفة لوموند الفرنسية أن الصورة أصبحت «رمزًا للهروب من طالبان». انتشر فيديو آخر على نطاق واسع بتاريخ 17 أغسطس، يحاول فيه رجل الهروب من البلاد أن يتشبث مع آخرين بطائرة عسكرية من طراز سي-17. ظهرت صورة لجندي أمريكي يتمسك بعلم السفارة الأمريكية خلال عمليات الإجلاء وتم تداولها في وسائل الإعلام.
طالبت الحكومة الفيليبينية بتاريخ 16 أغسطس بالإخلاء الإجباري للمواطنين الفيليبينيين في أفغانستان تحت إشراف وزارة الشؤون الخارجية والسفارة الفيليبينية في إسلام أباد (المعتمدة في أفغانستان). قبل 78 شخص من أصل 173 من المواطنين الفيليبينيين المتواجدين هناك على جهود الإعادة إلى الوطن، في حين قبل البعض الآخر المساعدة من شركاتهم. وافقت الحكومة الفيليبينية أيضًا على قبول لاجئين من أفغانستان.

### 17-22 أغسطس
طعنت ووزارة الخارجية ومستشار الأمن القومي جيك سوليفان بتاريخ 17 أغسطس في التقارير عن كون الأفغان والأمريكيين غير قادرين على الوصول إلى المطار. أخبر سوليفان المراسلين أن مقاتلي حركة طالبان كانوا مستعدين «لتوفير العبور الآمن للمدنيين إلى المطار، ونعتزم إلزامهم بهذا الالتزام» في حين أكد على أن الموعد النهائي للانسحاب ما يزال في 31 أغسطس. اعترف سوليفان بتقارير عن قيام حركة طالبان بمنع الناس جسديًا من الإخلاء، لكنه قال «بشكل عام، ما توصلنا إليه هو أن الناس كانوا قادرين على الوصول إلى المطار».
بتاريخ 18 أغسطس، ذكرت تقارير أن طالبان أصابت مترجمًا أفغانيًا كان يعمل لدى الجيش الأسترالي برصاصة في ساقه عندما كان يعبر نقطة تفتيش تؤدي إلى المطار. في ذلك اليوم نفسه، أفادت تقارير بأن أول طائرة إخلاء أسترالي غادرت المطار وعلى متنها 26 شخص فقط، على الرغم من أنها تتسع لأكثر من 120 شخص. نقلت أول طائرة إخلاء ألمانية في اليوم السابق عددًا قليلًا من الأشخاص الذين يتم إجلاؤهم، حيث أقلعت وعلى متنها 7 أشخاص فقط.
أكدت المفوضية الماليزية العليا في الهند (المعتمدة في أفغانستان) بتاريخ 18 أغسطس، أنها ساعدت مواطنًا ماليزيًا في العودة إلى منزله في وقت سابق من الشهر. وأكدت أن موظفين ماليزيين آخرين يعملان لدى منظمة إغاثة دولية اختارا البقاء في كابول. حثت المفوضية العليا المواطنين الماليزيين الباقين على التسجيل معهم للعودة إلى وطنهم.
صرح وزير الدفاع البريطاني بين والاس بتاريخ 19 أغسطس أن رحلات الإجلاء لم تستطع أخذ أطفال عير مصحوبين بذويهم بعد نشر عدة مقاطع فيديو على وسائل التواصل الاجتماعي تظهر عائلات يائسة تحاول إقناع جنود الناتو بأخذ أطفالهم إلى بر الأمان. أفادت صحيفة الغارديان أن الحكومة البريطانية أبلغت أنه لم يتم منح اللجوء للحراس الأفغان البالغ عددهم 125 حارس، والذين كانوا يحرسون السفارة البريطانية، لأنهم كانوا موظفين لصالح شركة الأمن الخاصة غارداوورد. كان قد تم مسبقًا إخلاء حراس السفارة الأمريكية. أعلنت الحكومة الفنلندية في ذلك المساء أنها تتحضر لإرسال قوات إلى المطار للمساعدة في عمليات الإجلاء، مع وجود نحو 60 مواطن فنلندي ما يزالون عالقين في كابول. حصل الصحيفة الفرنسية ليبراسيون على تقرير سري للأمم المتحدة يبين أن لدى حركة طالبان قوائم أولوية بأسماء الأفراد المطلوب اعتقالهم وأنها أيضًا تستهدف عائلات الأشخاص الذين عملوا مع الحكومة وحلف الناتو.
بحلول 20 أغسطس، أفادت تقارير أن القوات الخاصة الفرنسية أنقذت نحو 400 مدني من كابول، من ضمنهم مواطنين فرنسيين ومواطنين أفغان كانوا قد ساعدوا القوات الفرنسية خلال الحرب. ذكرت تقارير أيضًا أن القوات الخاصة البريطانية كانت ناشطة أيضًا خلال الإجلاء. ورد في تاريخ 20 أغسطس أن الوحدة الأولى في مديرية الأمن الوطنية كانت تعمل جنبًا إلى جنب مع قوات الناتو في عمليات الإجلاء حيث رفض أفرادها الاستسلام لحركة طالبان. من المقرر أن يتم إجلاؤهم جوًا بمجرد مغادرة القوات الأمريكية لمطار هونغ كونغ الدولي.
أفادت وكالة رويترز بتاريخ 21 أغسطس أنه قد تم إجلاء موظفي البنك الدولي في كابول وعائلاتهم بأمان مع 350 شخصًا على متن رحلة خاصة للخطوط الجوية الدولية الباكستانية إلى إسلام أباد، باكستان. ذكرت صحيفة ذا إنديان إكسبرس أن طالبان منعت 72 أفغاني من السيخ والهندوس من الصعود في رحلة إجلاء تابعة لسلاح الجو الهندي. ذكرت كيم سينغوبتا من صحيفة ذي إندبندنت أن ما لا يقل عن أربعة نساء سحقوا حتى الموت في هجوم على طريق ضيق يؤدي إلى المطار. بحلول الظهيرة، كانت الحكومة الأمريكية تنصح مواطنيها ألا يسافروا إلى المطار بسبب المخاطر المحتملة لذلك. في اليوم نفسه، أخلت إندونيسيا 26 شخص من مواطنيها، إلى جانب خمسة فيليبينيين ومواطنين أفغان باستخدام طائرة من طراز بوينغ 737-400 تابعة لسلاح الجو الإندونيسي مع عدد من جنود قوات كوبسوس تي إن آي.
كشفت هيئة الإذاعة الأسترالية بتاريخ 22 أغسطس أن الحكومة الأسترالية رفضت تأشيرات الدخول لأكثر من 100 أفغاني كانوا يعملون كحراس أمن للسفارة الأسترالية. طلب لويد أوستن، وزير الدفاع الأمريكي، في ذلك المساء تنشيط الأسطول الاحتياطي الجوي المدني للمساعدة في الإجلاء، وهي المرة الثالثة فقط التي ينشط فيها هذا الاسطول في التاريخ. أجلي بحلول نهاية ذلك اليوم ما لا يقل عن 28 ألف شخص بشكل رسمي من كابول، ووافقت 13 دولة على استضافة اللاجئين الأفغان بشكل مؤقت بانتظار الموافقة على إعادة التوطين في الولايات المتحدة، لكن عشرات الآلاف من الأجانب والأفغان المعرضين الخطر بقوا عالقين في كابول. أعلنت وزارة الدفاع الهولندية أيضًا بتاريخ 22 أغسطس أنها ستنشر مزيدًا من القوات في أفغانستان لمساعدة 62 فرد من القوات الخاصة الهولندية في مطار كابول، حيث كانوا يشغلون طائرتين عسكريتين من طراز سي-130 من أجل عمليات الإجلاء. وفقًا لوزير الدفاع سيغريد كاغ، كان هناك أكثر من 700 مواطن هولندي في أفغانستان ما يزالون ينتظرون أن يتم إجلاؤهم، وأضافت أن الأفغان المعرضين للخطر الذين تم إجلاؤهم فد يكونون مؤهلين للحصول على اللجوء. تم إجلاء موظفي السفارة الهولندية البالغ عددهم 207 مع عائلاتهم إلى هولندا قبل أيام.
وفقًا لصحيفة دير شبيغل، فإنه في ليلة 22 أغسطس، أنقذ تسعة من عمال القوات الخاصة الألمانية كي إس كي المسماة «بلو لايت»، عائلة من ميونخ مؤلفة من ثلاثة أشخاص من نقطة التقاء عند بوابة خارج مطار كابول. كانت العائلة قد تواصلت سابقًا مع وزارة الخارجية الألمانية بعد عدة محاولات فاشلة لدخول البوابة الشمالية في المطار، لكن الوزارة رفضت في البداية إجلاء الأم لأنها ليست مواطنة ألمانية، قبل أن تغير موقفها، مما أدى إلى انتقادات داخلية من حزب الخضر.
أكملت القوات الجوية الملكية الأسترالية خمس رحلات إجلاء على مدى بضعة أيام من شهر أغسطس، وأكملت القوات الجوية الملكية النيوزلندية رحلة أخرى قبل 23 أغسطس.